# Ramón Torrijos y Gómez
Ramón Torrijos y Gómez (Cardenete, Província de Cuenca, 1 de setembro de 1841 - Badajoz, 16 de janeiro de 1903) foi um clérigo espanhol, bispo da diocese de San Cristóbal de La Laguna e mais tarde bispo da Arquidiocese de Mérida-Badajoz.

## Biografia
Ordenado ao sacerdócio em 1866, Ramón Torrijos y Gómez foi cônego de Cuenca.
Foi nomeado pelo papa Leão XIII como bispo da diocese de San Cristóbal de La Laguna ou Tenerife em 25 de novembro de 1887. Recebeu a ordenação episcopal em 19 de agosto de 1888, em Cuenca, por Dom Juan María Valero y Nacarino, Bispo de Cuenca; os principais co-consagradores foram Ciriaco María Sancha y Hervás, Bispo de Madrid, e José María Rancés y Villanueva, Prelado de Ciudad Real. Adotou como lema episcopal “Spes mea in Deo est”.
Ele tomou posse da diocese em 8 de outubro de 1888 e entrou na catedral de La Laguna em 8 de dezembro. Durante seu bispado, realizou a coroação canônica da Virgem da Candelaria como Patrona das Ilhas Canárias, em 13 de outubro de 1889, sendo a quinta imagem mariana da Espanha coroada. Também adquiriu o Palácio Salazar de San Cristóbal de La Laguna, em 1892, como sede e residência dos bispos desta diocese. No total, ele ordenou 31 sacerdotes diocesanos.
Em 21 de maio de 1894, Dom Torrijos y Gómez foi transferido para a Diocese de Badajoz, onde morreu em 1903. Enquanto Bispo de Badajoz, pela Arquidiocese de Sevilha, foi Senador do Reino.